# サモス島
サモス島（サモスとう、Σάμος / Samos）は、エーゲ海の東部、トルコ沿岸にあるギリシャの島。トルコ語名はスィサム島 (Sisam Adası)。
ギリシャ神話の主神ゼウスの正妻である女神ヘーラーの生まれた島とされ、彼女を祭った神殿遺跡は1992年に「サモス島のピタゴリオとヘーラー神殿」としてユネスコの世界遺産に登録された。エピクロスやピタゴラスの生まれた島でもある。

## 地理

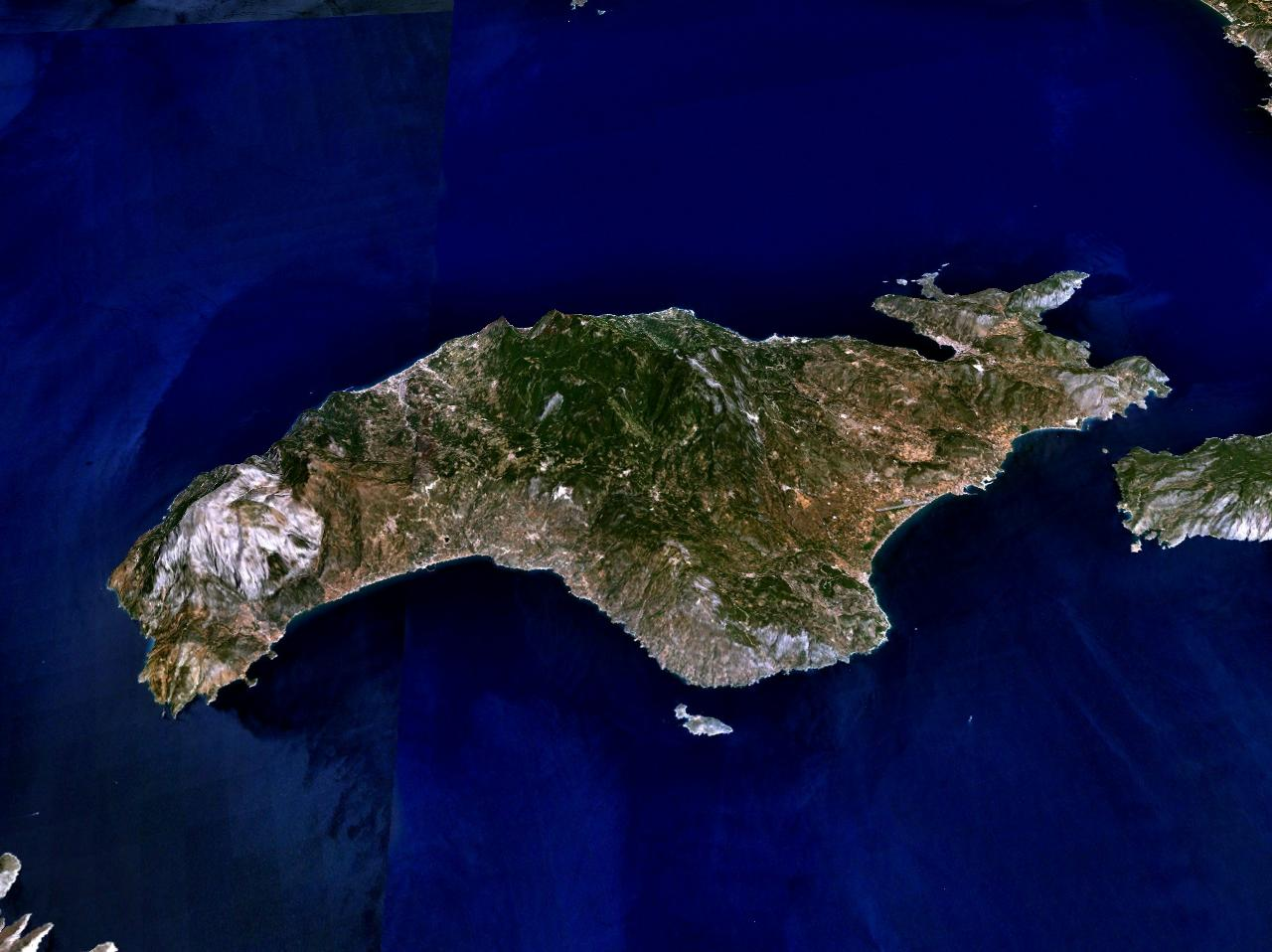
サモス島の衛星写真

### 位置・広がり
サモス島はエーゲ海東部にあり、アテネから東へ約250km、レスボス島から南へ約175km、ロードス島から北西へ約190km、イズミルから西南へ約80kmの距離にある。トルコの沿岸に位置しており、両者を隔てる海峡の幅は最も近いところで1kmほどである。

### 地勢
東西43km、南北19kmの山がちな島で、最高峰は標高1,433mのケルケテウス山。

### 主要な都市・集落
市域に含まれる人口1000人以上の都市・集落には以下がある（人口統計は2001年国勢調査による）。
- サモス（ヴァティ地区） - 6,236人
- ネオ・カルロヴァシ（カルロヴァシ地区） - 5,740人
- ミティリニイ（ピタゴリオ地区） - 2,340人
- ヴァティ（ヴァティ地区） - 2,025人
- ホーラ（ピタゴリオ地区） - 1,448人
- マラトカンボス（マラトカンボス地区） - 1,329人
- ピタゴリオ（ピタゴリオ地区） - 1,327人

- カルロヴァシ
- マラトカンボス
- ピタゴリオ

## 行政区画

### サモス県
サモス県（Περιφερειακή ενότητα Σάμου）は、北エーゲ地方に属する行政区（ペリフェリアキ・エノティタ）である。カリクラティス改革（2011年1月施行）によってイカリア県が分離したため、現在のサモス県はサモス市1市のみからなる。

### 自治体（ディモス）
サモス市（Δήμος Σάμου）は、北エーゲ地方サモス県に属する基礎自治体（ディモス）である。サモス島全体をその市域とする。
現在のサモス市は、カリクラティス改革（2011年1月施行）にともない、サモス島の4自治体が合併して発足した。旧自治体は、新自治体を構成する行政区（ディモティキ・エノティタ）となっている。
下表の番号は、下に掲げた「旧自治体」地図の番号に相当する。下表の「旧自治体名」欄は、無印がディモス（市）、※印がキノティタ（村）の名を示す。
- 旧サモス県の旧自治体（1999年 - 2010年）
- サモス県・サモス市（2011年から）

|   | 旧自治体       | 綴り         | 政庁所在地         | 面積 km2 | 人口   |
| - | -------------- | ------------ | ------------------ | -------- | ------ |
| 1 | ヴァティ       | Βαθύ         | サモス             | 125.2    | 12,384 |
| 4 | カルロヴァシ   | Καρλόβασι    | ネオ・カルロヴァシ | 100.3    | 9,590  |
| 5 | マラトカンボス | Μαραθόκαμπος | マラトカンボス     | 87.3     | 2,837  |
| 6 | ピタゴリオ     | Πυθαγόρειο   | ピタゴリオ (el)    | 164.6    | 9,003  |

- Διοικητική διαίρεση νομού Σάμου (πρόγραμμα Καποδίστριας) - 旧サモス県の自治体・集落一覧（1999年 - 2010年）

## 交通

### 空港
- サモス国際空港 (Samos International Airport)

### 港湾
- ヴァティ港
- カルロヴァシ港
- ピタゴリオ港